# Åsebyberg
Åsebyberg is een plaats in de gemeente Kungälv in het landschap Bohuslän en de provincie Västra Götalands län in Zweden. De plaats heeft 160 inwoners (2005) en een oppervlakte van 39 hectare.